# タリス

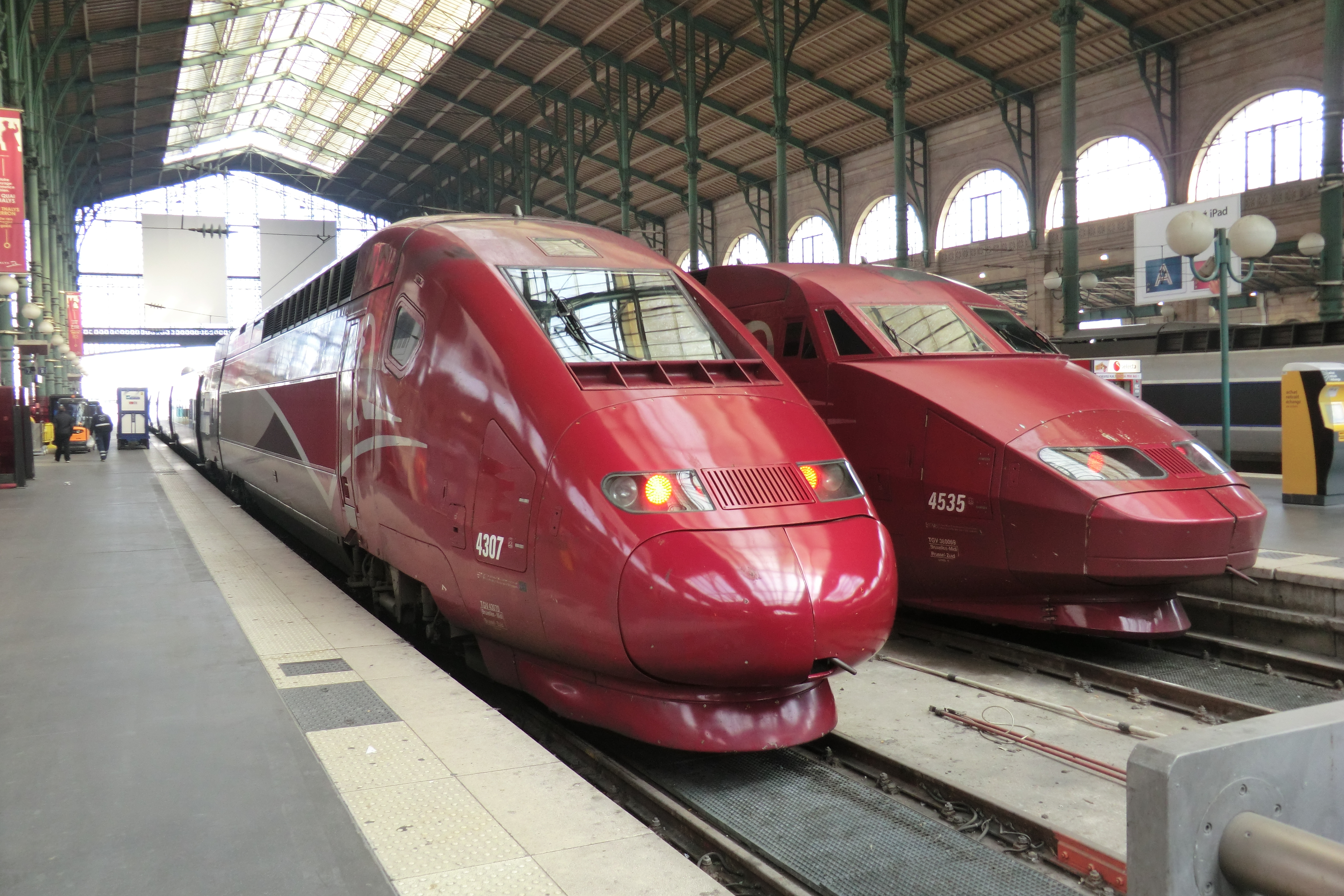
タリス

タリス（仏: Thalys）は、ヨーロッパのフランス・ベルギー・オランダ・ドイツの4カ国を結ぶ高速列車でかつて使用されていたブランド名。2023年10月1日からユーロスターに統合された。フランスのTGVを基本にしており、電化方式の異なる区間を走行するため、様々な工夫が施されている。最高速度は300km/h。

## 概要
1996年1月より運転を開始し、同年6月にアムステルダムまで延長、また1997年12月10日にケルンまでの系統が運行を開始した。
フランス国内でのテロ事件を受けて、2015年12月より乗車前に保安検査が実施される事になった。

### 運行会社
初期の運営会社は「タリス・アンテルナシオナル」（仏: Thalys International）社で、本社はベルギーのブリュッセルに置かれている。株式保有比率は、フランス国鉄60%・ベルギー国鉄40%だった。
2015年3月30日、正式な運行会社となった。
2019年からタリスとユーロスターの両運行会社の統合が模索された。新型コロナの流行により延期されていたが、2022年3月に欧州委員会の承認を得て、4月にユーロスターとタリスのそれぞれの運行会社（「ユーロスター・インターナショナル」と、2022年2月にタリス社を吸収していた「THIファクトリー(THI Factory)」）は事業所を残しつつ、ブリュッセルを拠点とする新持株会社「ユーロスター・グループ」の元に統合された。2023年10月1日には、列車名もユーロスターへ統合された。

## 運行概況

### 系統
フランスのパリからベルギーのブリュッセルを経由し、オランダのアムステルダムおよびドイツのケルンに至る系統が基本である。このほかパリからベルギー国内主要都市に向かう系統が存在する。
2010年6月ダイヤ改正時点での系統別の1日当たりの運行本数は以下の通り。なおダイヤは曜日によって異なるため、以下では平日の本数（月曜または金曜のみ運転のものを除く）を掲げる。
- パリ - ブリュッセル
北行き28本、南行き24本（ブリュッセル以遠へ直通する列車を含む）。
- パリ - ブリュッセル - アントウェルペン - アムステルダム
8往復。
- パリ - ブリュッセル - ブリュッセル国際空港
1往復
- パリ - ブリュッセル - リエージュ - アーヘン - ケルン - エッセン - ドルトムント
ケルン行き2往復、ドルトムント行き1往復
- パリ - ブリュッセル - オーステンデ
1往復
- パリ - モンス - シャルルロワ - ナミュール - リエージュ
1往復
- リール - アムステルダム
1往復

上記のほか、スキーシーズンにはアルプス方面へ、夏のリゾートシーズンにはマルセイユまで、アムステルダムまたはブリュッセルから週末に運転されることもある。フランス国内の停車駅は以下の通り。
- 2010年夏 （タリス・ソレイユ） : ヴァランスTGV - アヴィニョンTGV - エクス＝アン＝プロヴァンスTGV - マルセイユ・サン・シャルル

最も本数の多いパリ-ブリュッセル間では、6時台から21時台まで30分間隔（一部60分または90分間隔）のパターンダイヤが組まれ、パリ発は毎時01分・25分発、ブリュッセル発は毎時13分・37分発を基本とする。この区間では、行先の異なる編成を2本併結することもある。
パリ - ブリュッセル間ではLGV北線およびベルギー高速鉄道1号線を、ブリュッセル - アムステルダム間ではベルギー高速鉄道4号線およびオランダ南高速線を、ブリュッセル - リエージュ間ではベルギー高速鉄道2号線を、リエージュ - ドイツ国境間ではベルギー高速鉄道3号線アーヘン - ケルン間ではケルン-アーヘン高速線をそれぞれ走行する。

### 主な停車駅
主な都市での停車駅は以下の通り
- パリ - パリ北駅
- ブリュッセル - ブリュッセル南駅
- アントウェルペン - アントウェルペン中央駅
- ロッテルダム - ロッテルダム中央駅
- デン・ハーグ - デン・ハーグHS駅
- アムステルダム - アムステルダム中央駅
- リエージュ - リエージュ＝ギユマン駅
- アーヘン - アーヘン中央駅
- ケルン - ケルン中央駅

アントウェルペンでは、当初アントウェルペン中央駅が頭端式の構造だったため、アントウェルペン始発・終着の列車以外は中央駅に乗り入れず、アントウェルペン＝ベルヘム駅に停車していた。2007年に中央駅の地下を経由してアントウェルペン市内を縦断する新線が開通したため、同年12月9日からアムステルダム方面行の全列車が中央駅経由になり、ベルヘム駅は通過となった。アントウェルペン中央駅周辺の改良も参照。

### 過去の系統
ケルン方面行の列車の一部は1998年から2002年までデュッセルドルフまで延長運転されていた（その後、ドルトムント行き設定に伴い復活）。
リエージュ方面行の列車の一部は2011年までナミュール経由で運行されていた。
2007年3月31日まで、一部の列車はパリ北駅ではなくパリ郊外のLGV東連絡線にあるシャルル・ド・ゴール空港第2TGV駅を経由しマルヌ・ラ・ヴァレ-シェシー駅（ディズニーランド・パリの最寄り駅）を発着駅としていた。
シャルル・ド・ゴール空港第2TGV駅はシャルル・ド・ゴール空港と直結しており、エールフランスが就航していたパリ-ブリュッセル間の路線をタリスが置き換えた。その代わり、タリスの座席の一部はエールフランスの利用枠として確保されていた。その後ノースウエスト航空やアメリカン航空も、鉄道サービスをコードシェアとして利用することに同意し、シャルル・ド・ゴール空港とブリュッセル南駅でサービスが行われていた。このため、タリスはIATAから2桁コードが指定されており、ブリュッセル南駅にもIATAコードが付けられている。KLMなどが加盟する航空アライアンスであるスカイチームはタリスの鉄道サービスを利用しスキポール空港とアントウェルペン＝ベルヘム駅、ブリュッセル南駅間でコードシェアすることに同意していた。
2007年4月1日以降タリスと航空機のコードシェアは廃止され、代わってTGVがシャルル・ド・ゴール空港-ブリュッセル間のコードシェア運行を行なっている。

## 車両

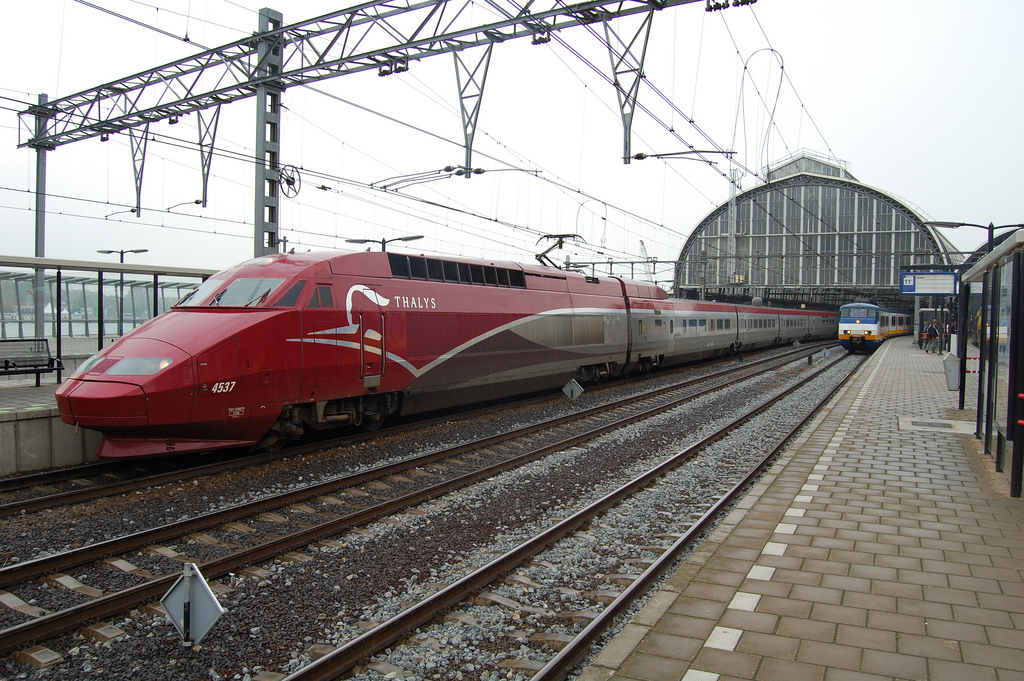
PBA型

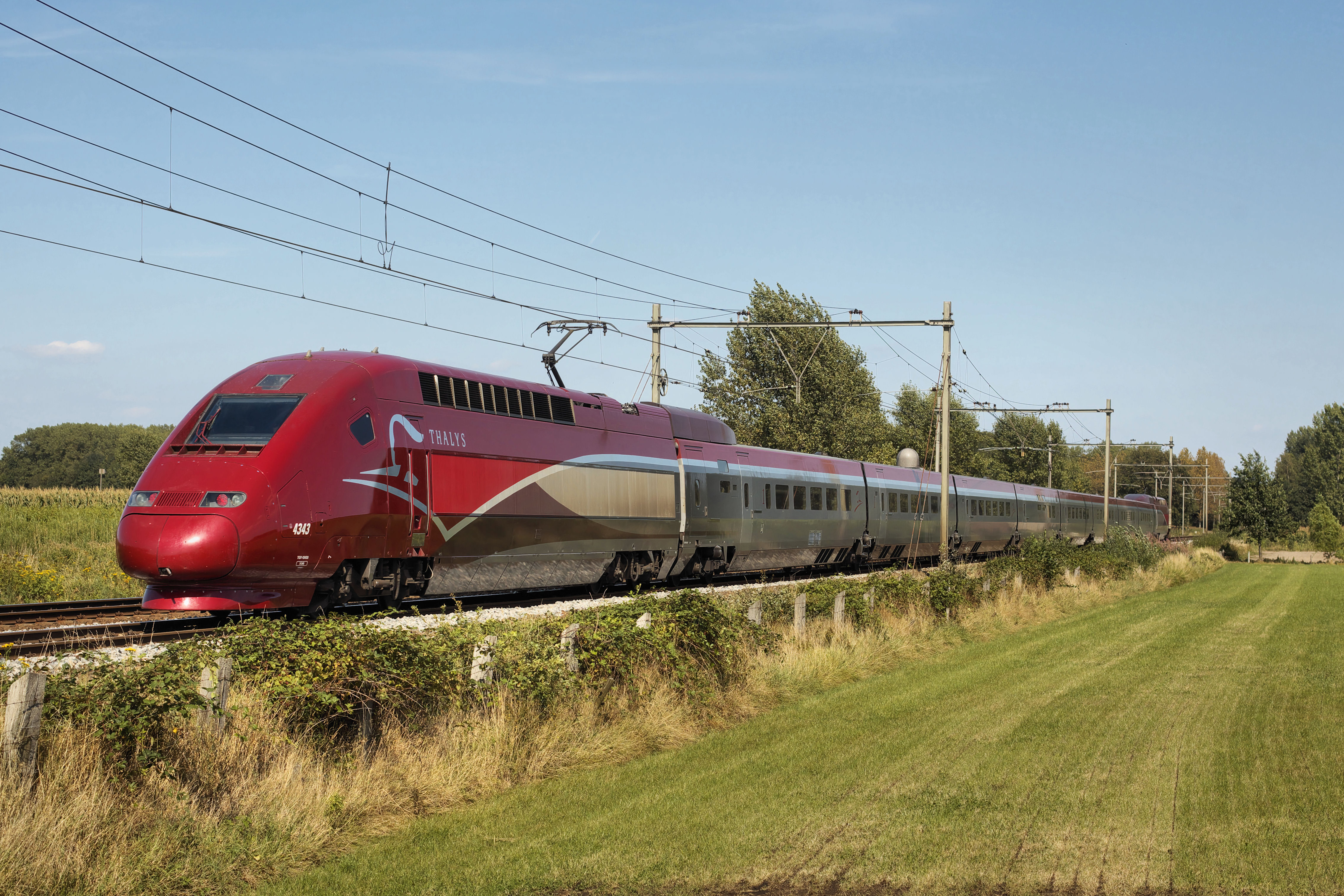
PBKA型

下記の通り走行区間毎に異なる電源方式に対応するため、タリス-PBA型とタリス-PBKA型が存在する。
- LGV、フランスのパリ以北・マルセイユ以東およびアルプス地域の在来線 - 交流25kV50Hz
- フランスのパリ以南及びオランダの在来線 - 直流1.5kV
- ベルギーの在来線 - 直流3kV
- ドイツ - 交流15kV16.7Hz

国によって複線区間の通行方向が異なるため（フランス・ベルギーは左側通行、オランダ・ドイツは右側通行）、運転台は中央に配置している。
各国の信号システムに対応するため、複数の信号システムを搭載する。
- フランス：TVM・KVB
- ベルギー：TBL・TBL2
- オランダ：ATB
- ドイツ：INDUSI(PZB)・LZB

また、欧州汎用信号システムであるERTMSのレベル2（ERTMS2）対応が進められている。
PBA型、PBKA型とも10両編成で、8両の連接式客車の両端を、2両の動力車（機関車）で挟んでいる。客車部分は順に一等車3両、ビュッフェ・二等合造車1両、二等車4両の構成である。一編成あたりの定員は377名。

### PBA型
フランス・ベルギー・オランダ乗入れ用車両。発着ターミナル駅であるパリ・ブリュッセル・アムステルダムの頭文字から命名された。
汎用型TGV車両のTGV Réseauがベースである。3電源（直流1.5kV・直流3kV・交流25kV50Hz）に対応する。信号システムはTVM・KVB・TBL・ATB・ERTMS2に対応する。
フランス国鉄のみが、4531型として10編成を保有する。

### PBKA型
フランス・ベルギー・ドイツ・オランダ乗入れ用車両。パリ・ブリュッセル・ケルン・アムステルダムの頭文字から命名された。
4電源（直流1.5kV・直流3kV・交流25kV50Hz・交流15kV16 2/3Hz）に対応する。
両端の動力車（機関車）は2階建てTGV車両のTGV Duplexが、客車はTGV Réseauがベースである。信号システムはTVM・KVB・TBL・TBL2・ATB・INDUSI・LZB・ERTMS2に対応する。
4カ国の鉄道事業者が保有し、フランス国鉄は4341型、ベルギー国鉄は4300型、オランダ鉄道は4300型、ドイツ鉄道は409型として、それぞれ保有する。計17編成が存在する。
パリ - ブリュッセル間やパリ - アムステルダム間など、ドイツに乗入れない運用にもつく。ICEのエシェデ事故後に、車両不足を補うため周辺各国から車両が貸し出され、代走列車に使用されたが、タリスも貸し出されてドイツ国内を走行した。

## 歴史
- 1996年

タリスのロゴ

  - 6月4日：パリ - ブリュッセル、アムステルダム間で運行開始。パリ - リール間のLGV北線以外は在来線走行し、
パリからの所要時間はブリュッセルまで2時間07分、アムステルダムまで4時間47分。
- 1997年
  - 12月14日：ベルギーでHSL1が開業し、パリからの所要時間はブリュッセルまで1時間25分に短縮、
同時にドイツのアーヘンとケルン、ベルギーのブルージュ、シャルルロワ、ヘント、モンス、ナミュール、オーステンデに乗り入れ開始。
- 1998年
  - 12月19日：冬季ダイヤから南仏のブール＝サン＝モーリスに乗り入れ。
- 1999年
  - 5月：シャルル・ド・ゴール空港第2TGV駅に停車し、エールフランス・アメリカン航空・ノースウエスト航空便において同駅とブリュッセル間のコードシェアを開始。
  - 11月28日：社名を「タリス・インターナショナル（Thalys International）」に変更
- 2000年
  - タリス・ソレイユにてLGV地中海線を介してプロヴァンス地方のヴァランスに乗り入れ開始。
- 2002年
  - タリス・ソレイユにてアヴィニョン・マルセイユに乗り入れ開始。
  - 12月：ベルギーでHSL2が開業し、ブリュッセル - ケルン間が高速化。
- 2007年
  - ドイツ鉄道（DB）が10％出資で経営参加。
- 2009年
  - 6月14日：ベルギーでHSL3が開業し、ブリュッセル - ケルン間が高速化。
  - 12月13日]：ベルギーでHSL4、オランダでHSL-Zuidが開業し、アントワープ - アムステルダム間が高速化
- 2011年
  - 8月29日：ケルン便のうち1往復がエッセン中央駅まで延長運行
  - 10月30日：ブリュッセル便のうち1往復がブリュッセル空港駅まで延長運行
- 2012年
  - 10月4日：冬ダイヤよりナミュール経由リエージュ方面、ブリュッセル経由オーステンデ方面の運行を休止[9]
- 2013年
  - 7月11日：ドイツ鉄道（DB）が撤退し、2015年までにSNCFとSNCBが共同で設立する新会社での運行となることを決定[10]
  - 8月10日：累積利用客数が1億人に達する[11]
  - 冬ダイヤよりデュッセルドルフ空港駅に乗り入れ開始
- 2015年
  - 8月21日：イスラム過激派の男が車内で銃を乱射する事件（タリス銃乱射事件）が発生
- 2016年
  - 3月22日：2016年ブリュッセル爆発事件に伴いブリュッセル市内の各駅が閉鎖されたため、運休[12]
  - 4月3日：設立した子会社を通じて、LCCやライドシェアリングに対抗するための廉価版列車IZYをパリ - ブリュッセル間にて運行開始予定
- 2017年
  - 1月6日：ブリュッセル発パリ行きの列車の動力車から出火。一時運行停止[13]。

## 輸送実績
|          | 1996 | 1997 | 1998 | 1999 | 2000 | 2001 | 2002 | 2003 | 2004 | 2005 | 2006 | 2007 | 2008 | 2009 | 2010 | 2011 | 2012 |
| -------- | ---- | ---- | ---- | ---- | ---- | ---- | ---- | ---- | ---- | ---- | ---- | ---- | ---- | ---- | ---- | ---- | ---- |
| 輸送人員 |      |      | 4,72 | 4,98 | 5,5  | 5,8  | 6,0  | 5,8  | 5,95 | 6,15 | 6,5  | 6,2  | 6,5  | 6,07 | 6,45 | 6,65 | 6,60 |
| 営業収入 | 60   | 115  | 190  | 220  | 266  | 294  | 310  | 301  | 318  | 335  | 363  | 364  | 392  | 382  | 432  | 470  | 479  |

単位：乗客数は百万人。 収入は100万ユーロ。 

## 将来
建設中のベルギー高速鉄道3号線（リエージュ - ベルギー・ドイツ国境）、ベルギー高速鉄道4号線（アントウェルペン - ベルギー・オランダ国境）、オランダ南高速線（オランダ・ベルギー国境 - スキポール）が完成すると、タリスは高速新線経由となり、例えばパリ - アムステルダム間は現在よりも1時間短い約3時間で結ばれる予定である。これらの区間は、欧州統一信号システムであるERTMSレベル2が導入されるため、タリス型車両の対応が進められている。
2009年から2010年にかけて車内や外装のリニューアルが行われる。最初に施工されたのはPBA型の4537編成で、2009年1月8日に竣工セレモニーが実施された。

## 登場作品
韓国で製作されたアニメーション「チビ列車ティティポ」では、PBKA型をモデルにしたジニーという名前のキャラクターが登場するが、中間車が連接構造ではなく連結器で繋がっていたり、電車なのに何故か警笛ではなく蒸気機関車の汽笛のような音を鳴らしたりと実車と異なる部分が幾つか見受けられる。